# Johann Friedrich Brandt
Johann Friedrich Brandt (* 1714 in Lübeck; † 18. April 1777 ebenda) war ein deutscher Kaufmann und Ratsherr der Hansestadt Lübeck.

## Leben
Sein Vater gehörte dem Amt der Brauer in Lübeck an. Brandt trat 1728 als Lehrling in das Handelsgeschäft des Kaufmanns Heinrich Woldt ein, der ein Bruder des Lübecker Ratsherrn Hermann Woldt war. 1750 machte er sich als Kaufmann gemeinsam mit seinem Schwager Heinrich Ladehoff in Lübeck mit einem eigenen Geschäft selbstständig. Als Kaufmann gehörte er dem Kollegium der Schonenfahrer an und war für dieses Mitglied in verschiedenen bürgerlichen Ausschüssen. 1772 wurde er in den Lübecker Rat erwählt. Zur Ratswahl wurde ihm und dem neu erwählten Ratsherrn Johann Friedrich Bagge ein Katalog der Stadtbibliothek gewidmet.